# Goremageddon: The Saw and the Carnage Done
Goremageddon: The Saw and the Carnage Done è il terzo album del gruppo death metal Aborted, pubblicato nel 2003 attraverso l'etichetta Listenable Records.

## Tracce
1. Meticulous Invagination – 3:02
2. Parasitic Flesh Resection – 2:09
3. The Saw and the Carnage Done – 4:50
4. Ornaments of Derision – 4:54
5. Sanguine Verses (...of Extirpation) – 3:24
6. Charted Carnal Effigy – 3:31
7. Clinical Colostomy – 3:29
8. Medical Deviance – 3:11
9. Sea of Cartilage – 3:02
10. Nemesis – 2:58

### Bonus Track ristampa 2009
1. Carnal Forge (cover dei Carcass) - 04:03
2. Gestated Rabidity - 04:13
3. Voracious Haemoglobinic Syndrome - 04:06

## Formazione
- Sven de Caluwé - voce
- Bart Vergaert - chitarra
- Thijs De Cloedt - chitarra
- Frederik Vanmassenhove - basso
- Dirk Verbeuren - batteria